# Абу Бекр Келеві
Абу Бекр Келеві (р. н. невід — †1366) — ремісник, один з керівників народного повстання в Самарканді 1365—1366 під час наступу на місто монголів на чолі з ханом Ільяс-Ходжею.
Повстання було спрямоване проти місцевих великих землевласників. Вожді повсталих Мауланазаде і Абу Бекр Келеві після того, як емір Гусейн втік з Самарканда, організували оборону і відбили наступ монголів. Суперечності серед повсталих, зрада заможної частини повстанців допомогли емірові розгромити повстання. Абу Бекр Келеві був убитий в таборі Гусейна.